# Ács
Ács je město v severním Maďarsku v okrese Komárom v severomaďarské župě Komárom-Esztergom. Město se rozkládá na ploše 103,83 km² a žije zde 6771 obyvatel.
Nachází se zde dva kostely. Jeden je postaven ve 12.–13. století, druhý je ze 17. století. Sousedními obcemi sídla jsou Zlatná na Ostrove, Komárom, Csém, Kisigmánd, Nagyigmánd, Bábolna, Bana, Bőny, Nagyszentjános a Veľké Kosihy.

## Partnerská města
- Steinau, Německo
- Tălișoara, Rumunsko
- Zlatná na Ostrove, Slovensko